# Potameia crassifolia
Potameia crassifolia är en lagerväxtart som beskrevs av André Joseph Guillaume Henri Kostermans. Potameia crassifolia ingår i släktet Potameia och familjen lagerväxter. Inga underarter finns listade i Catalogue of Life.